# جوليانا فرانكو
جوليانا فرانكو (بالإسبانية: Juliana Franco)‏ هي عارضة كولومبية، ولدت في 16 مارس 1993 في فيلافيسنسيو في كولومبيا.